# UHC Laupen
Der UHC Laupen ist ein Unihockeyclub aus der gleichnamigen Ortschaft Laupen im Kanton Zürich. Die Damenmannschaft nahm zur Saison 2017/18 erstmals an der Nationalliga B teil und schaffte noch in derselben Saison den Aufstieg in die Nationalliga A.

## Geschichte

### Gründung und erste Meisterschaft
Der Verein wurde am 25. Januar 1992 von zehn Personen im Restaurant Warteck gegründet. Bereits im September desselben Jahres nahmen die Herren erstmals an der Kleinfeldmeisterschaft teil. 1993 und 1995 steigen sie jeweils in die nächsthöhere Liga auf.

### Kleinfeld zu Grossfeld

#### Herren
1999 gelang den Herren der Aufstieg in die höchste Liga auf dem Kleinfeld. Ein Jahr später gelang es der Herrenmannschaft erstmals, den Schweizer Ligacup zu gewinnen. 2001 entschied sich der Verein, die erste Mannschaft vom Kleinfeld auf das Grossfeld umzusatteln. Folglich trat man in der 2. Liga, der damals tiefsten Liga, an. Innerhalb eines Jahres entwickelte sich die Mannschaft weiter und stieg im Frühling 2002 in die 1. Liga auf. 2004 konnte man den zweiten Gruppenrang sichern, bevor man wenig später wieder den Gang in die 2. Liga antreten musste. 2008 gelang es den Herren erneut, in die 1. Liga aufzusteigen. Seither spielte der UHC Laupen in der 1. Liga Grossfeld.

#### Damen
Die Damen wechselten erst 2010 vom Klein- auf das Grossfeld. 2011 konnten sie mit einem jungen Team, welches grösstenteils aus eigenen Nachwuchsspielerinnen bestand, in die 1. Liga Grossfeld aufsteigen. Vier Jahre später verpasste man nur um einen Rang den Aufstieg in die Nationalliga B. Im Frühjahr 2017 gelang es den Damen schliesslich, den ersten Tabellenrang zu sichern und somit in die Nationalliga B aufzusteigen.

### Damen in die Nationalliga
Der UHC Laupen wird 2017/18 erstmals mit einer Mannschaft in der Nationalliga teilnehmen. Nach nur einem Jahr in der Nationalliga B und dem zweiten Rang nach der Qualifikation gelang dem UHC Laupen der Durchmarsch von der 1. Liga Grossfeld in die Nationalliga A. Die Mannschaft um Cheftrainer Yves Kempf bezwang zuerst die Floorball Riders Dürnten-Bubikon-Rüti im Finale und konnte sich in den Aufstiegsspielen gegenüber dem Nationalliga-A-Vertreter UHC Waldkirch-St. Gallen durchsetzen.

## Präsidenten
- 1992–1996 Björn Häsler
- 1996–2005 Fredy Zwicky
- 2005–2008 Ruedi Zryd
- 2008–2012 Marcel Walker
- 2012–2016 Ronny Scherrer
- seit 2016 Marco Mächler